# جوناثان ستيرنبيرغ
جوناثان ستيرنبيرغ (بالإنجليزية: Jonathan Sternberg؛ بالألمانية: Jonathan Sternberg) هو مدير موسيقي وملحن ألماني وأمريكي، ولد في 27 يوليو 1919 في نيويورك في الولايات المتحدة، وتوفي في 8 مايو 2018 في فيلادلفيا في الولايات المتحدة بسبب قصور القلب.

## وصلات خارجية
- جوناثان ستيرنبيرغ على موقع IMDb (الإنجليزية)
- جوناثان ستيرنبيرغ على موقع ميوزك برينز (الإنجليزية)
- جوناثان ستيرنبيرغ على موقع أول ميوزيك (الإنجليزية)
- جوناثان ستيرنبيرغ على موقع ديسكوغز (الإنجليزية)